# Z Cancri
Z Cancri är en halvregelbunden variabel av SRB-typ i stjärnbilden Kräftan.
Stjärnan varierar mellan fotografisk magnitud +9,4 och 10,7 med en period av ungefär 104 dygn.